# Cordulia
Cordulia és un gènere d'odonats anisòpters de la família Corduliidae. Les espècies d'aquest gènere tenen les ales transparents sense cap taca. El seu cos és generalment de color marró fosc amb lluentor metàl·lica verda. El tòrax és pelut i l'abdomen és llis i brillant.

## Taxonomia
El gènere inclou tres espècies:
- Cordulia aenea (Linnaeus, 1758) - Maragda aborrissolada (espècie present a Catalunya)[6]
- Cordulia amurensis Selys, 1887
- Cordulia shurtleffii Scudder, 1866